# Тесдорф
Тесдорф (нем. Teesdorf) — ярмарочная коммуна (нем. Marktgemeinde) в Австрии, в федеральной земле Нижняя Австрия. 
Входит в состав округа Баден.  Население составляет 1641 человек (на 31 декабря 2005 года). Занимает площадь 7,3 км². Официальный код  —  30637.

## Политическая ситуация
Бургомистр коммуны — Ханс Тринк (СДПА) по результатам выборов 2005 года.
Совет представителей коммуны (нем. Gemeinderat) состоит из 19 мест.
- СДПА занимает 15 мест.
- АНП занимает 4 места.